# 1. Fußball-Club Kaiserslautern 1962-1963
Questa voce raccoglie le informazioni riguardanti il 1. Fußball-Club Kaiserslautern nelle competizioni ufficiali della stagione 1962-1963.

## Stagione
Nella stagione 1962-1963 il Kaiserslautern, allenato da Günter Brocker, concluse il campionato di Oberliga sudovest al 1º posto. Nella fase finale del campionato tedesco il Kaiserslautern fu eliminato nella fase a gironi. Fu ammesso alla Bundesliga 1963-1964.

## Rosa
| N. |                     | Ruolo | Calciatore          |
| -- | ------------------- | ----- | ------------------- |
|    | Germania (bandiera) | P     | Siegfried Schindler |
|    | Germania (bandiera) | P     | Wolfgang Schnarr    |
|    | Germania (bandiera) | D     | Heinrich Bauer      |
|    | Germania (bandiera) | D     | Hermann Diehl       |
|    | Germania (bandiera) | D     | Roland Kiefaber     |
|    | Germania (bandiera) | D     | Willi Kostrewa      |
|    | Germania (bandiera) | D     | Werner Mangold      |
|    | Germania (bandiera) | D     | Dieter Pulter       |
|    | Germania (bandiera) | D     | Gerd Schneider      |
|    | Germania (bandiera) | D     | Dieter Schönborn    |

| N. |                     | Ruolo | Calciatore          |
| -- | ------------------- | ----- | ------------------- |
|    | Germania (bandiera) | C     | Hans Hess           |
|    | Germania (bandiera) | C     | Gerhard Miksa       |
|    | Germania (bandiera) | C     | Jürgen Neumann      |
|    | Germania (bandiera) | A     | Manfred Feldmüller  |
|    | Germania (bandiera) | A     | Walter Gawletta     |
|    | Germania (bandiera) | A     | Erich Meier         |
|    | Germania (bandiera) | A     | Willy Reitgassl     |
|    | Germania (bandiera) | A     | Winfried Richter    |
|    | Germania (bandiera) | A     | Gerhard Settelmeyer |

## Organigramma societario
Area tecnica
- Allenatore: Günter Brocker
- Allenatore in seconda:
- Preparatore dei portieri:
- Preparatori atletici:
- Analisi video:

## Calciomercato

### Sessione estiva
| Acquisti | Acquisti        | Acquisti                | Acquisti |
| R.       | Nome            | da                      | Modalità |
| -------- | --------------- | ----------------------- | -------- |
| D        | Hermann Diehl   | Waldhof Mannheim        |          |
| D        | Willi Kostrewa  | Eintracht Gelsenkirchen |          |
| A        | Erich Meier     | Eintracht Francoforte   |          |
| A        | Willy Reitgassl | Karlsruhe               |          |

| Cessioni | Cessioni          | Cessioni        | Cessioni |
| R.       | Nome              | a               | Modalità |
| -------- | ----------------- | --------------- | -------- |
| A        | Karl-Heinz Horn   | VfR K'lautern   |          |
| C        | Günther Kasperski | Reutlingen      |          |
| D        | Klaus Landmann    | Frankenthal     |          |
| D        | Hans Sprengard    | TSC Zweibrücken |          |

## Risultati

### Oberliga sudovest

#### Girone di andata
| Arbitro: | Weber |

|                                         |           |                          |
| Altmeyer 8’, 15’ Peehs 85’ Schieber 88’ | Marcatori | 41’ Richter 66’ Kostrewa |

| Arbitro: | Tremmel |

|                              |           |  |
| Richter 1’, 84’ Gawletta 90’ | Marcatori |  |

| Arbitro: | Peters |

|                                |           |                 |
| Straus 28’ Stein 75’ Klaus 81’ | Marcatori | 17’ Settelmeyer |

| Arbitro: | Kahrmann |

|                                    |           |          |
| Settelmeyer 18’ Neumann 55’ (rig.) | Marcatori | 80’ Kühn |

| Arbitro: | Glatthaar |

|  |           |                           |
|  | Marcatori | 46’, 52’ Pulter 71’ Meier |

| Arbitro: | Mathieu |

|                                            |           |          |
| Neumann 33’ (rig.) Reitgassl 46’ Meier 63’ | Marcatori | 11’ Röth |

| Arbitro: | Rodenhausen |

|                                             |           |              |
| Kapitulski 17’ Brill 30’ Hohmann 60’ (rig.) | Marcatori | 4’ Reitgassl |

| Arbitro: | Neumeier |

|  |           |                         |
|  | Marcatori | 13’, 67’, 69’ Reitgassl |

| Arbitro: | Schäffer |

|                       |           |                  |
| Pulter 4’ Mangold 72’ | Marcatori | 18’ Dörrenbächer |

| Arbitro: | Deuschel |

|                          |           |             |
| Massion 14’ Spengler 71’ | Marcatori | 85’ Richter |

| Arbitro: | Kuhn |

|           |           |  |
| Bauer 46’ | Marcatori |  |

| Arbitro: | Schäffer |

|  |           |                                     |
|  | Marcatori | 5’ Pulter 51’ Reitgassl 79’ Richter |

| Arbitro: | Ott |

|                                                |           |                            |
| Feldmüller 20’ Richter 49’, 53’, 67’ Meier 87’ | Marcatori | 17’ Vollmar 75’ Schwierzke |

| Arbitro: | Freitag |

|                                                         |           |             |
| Pulter 4’, 27’, 85’ Meier 72’ Reitgassl 88’, 90’ (rig.) | Marcatori | 41’ Bösherz |

| Arbitro: | Handwerker |

|                         |           |                                                                                   |
| Pollert 48’, 61’ II 74’ | Marcatori | 9’, 81’ Feldmüller 20’, 86’ Meier 21’ Neumann 39’, 46’, 67’ Richter 72’ Reitgassl |

#### Girone di ritorno
| Arbitro: | Roth |

|                              |           |  |
| Reitgassl 24’ Meier 44’, 56’ | Marcatori |  |

| 24 marzo 1963 17ª giornata | Oppau  | 0 – 0 referto | Kaiserslautern | (6 000 spett.)\| Arbitro: \| Wagner \| |
| Arbitro:                   | Wagner |               |                |                                        |

| Arbitro: | Deuschel |

|                                          |           |  |
| Richter 10’ Bauer 32’ Neumann 65’ (rig.) | Marcatori |  |

| Arbitro: | Peters |

| |           |  |
| Meier 1’, 84’, 87’ Pulter 4’, 27’, 46’ Neumann 13’, 55’ (rig.) Feldmüller 17’, 73’ Richter 25’, 30’, 61’, 76’ Bauer 70’ Reitgassl 80’ | Marcatori |  |

| Arbitro: | Ott |

|                     |           |                                             |
| Kunzmann 34’ (rig.) | Marcatori | 16’, 54’ Meier 26’ (rig.) Neumann 40’ Bauer |

| Arbitro: | Kreitlein |

|                                               |           |                           |
| Reitgassl 10’, 87’ Richter 49’, 68’ Meier 74’ | Marcatori | 58’ Weishaar 86’ Dausmann |

| Arbitro: | Schäffer |

|                                  |           |  |
| Pulter 41’ Bauer 66’ Neumann 85’ | Marcatori |  |

| Arbitro: | Ott |

|                    |           |           |
| May 68’ Schock 75’ | Marcatori | 87’ Bauer |

| Arbitro: | Böttcher |

|  |           |                      |
|  | Marcatori | 43’ Meier 44’ Pulter |

| Arbitro: | Tschenscher |

|                                             |           |               |
| Richter 22’, 59’ Meier 42’, 80’ Neumann 64’ | Marcatori | 40’, 87’ Löhr |

| Arbitro: | Spinnler |

|                    |           |                 |
| Emler 8’ Trapp 46’ | Marcatori | 86’ Settelmeyer |

| Arbitro: | Hager |

|                                       |           |  |
| Richter 61’ Reitgassl 72’ Neumann 80’ | Marcatori |  |

| Arbitro: | Ott |

|                |           |                            |
| Schwierzke 67’ | Marcatori | 42’ Reitgassl 82’ Gawletta |

| Arbitro: | Weber |

|                                                                   |           |                  |
| Neumann 4’, 51’ Meier 11’, 21’, 69’, 73’ Richter 24’ Gawletta 65’ | Marcatori | 57’ Jäger 77’ II |

| Arbitro: | Kuhn |

|           |           |                                                                                    |
| Maier 30’ | Marcatori | 10’, 56’, 73’ (rig.), 76’, 84’ Richter 17’ Reitgassl 46’ Gawletta 52’, 64’ Mangold |

### Campionato tedesco
| Arbitro: | Schörnich |

|           |           |           |
| Meier 59’ | Marcatori | 57’ Lange |

| Arbitro: | Kreitlein |

|                                                                                    |           |                         |
| Sturm 16’ Schäfer 37’ Müller 51’, 73’ Benthaus 68’ Hornig 70’ Regh 75’ Thielen 83’ | Marcatori | 2’ Reitgassl 6’ Neumann |

| Arbitro: | Schulenburg |

|                               |           |                       |
| Reitgassl 47’ Settelmeyer 49’ | Marcatori | 66’, 77’ Flachenecker |

| Arbitro: | Thier |

|                                                    |           |            |
| Wild 59’, 65’ Morlock 67’ Dachlauer 83’ Reisch 90’ | Marcatori | 17’ Pulter |

| Arbitro: | Kandlbinder |

|             |           |          |
| Neumann 78’ | Marcatori | 30’ Regh |

| Arbitro: | Schmidt |

|                                |           |  |
| Faeder 35’, 75’ Altendorff 55’ | Marcatori |  |

## Statistiche

### Statistiche di squadra
| Competizione       | Punti | In casa | In casa | In casa | In casa | In casa | In casa | In trasferta | In trasferta | In trasferta | In trasferta | In trasferta | In trasferta | Totale | Totale | Totale | Totale | Totale | Totale | DR  |
| Competizione       | Punti | G       | V       | N       | P       | Gf      | Gs      | G            | V            | N            | P            | Gf           | Gs           | G      | V      | N      | P      | Gf     | Gs     | DR  |
| ------------------ | ----- | ------- | ------- | ------- | ------- | ------- | ------- | ------------ | ------------ | ------------ | ------------ | ------------ | ------------ | ------ | ------ | ------ | ------ | ------ | ------ | --- |
| Oberliga sudovest  | 47    | 15      | 15      | 0       | 0       | 68      | 12      | 15           | 8            | 1            | 6            | 42           | 22           | 30     | 23     | 1      | 6      | 110    | 34     | +76 |
| Campionato tedesco | -     | 3       | 0       | 3       | 0       | 4       | 4       | 3            | 0            | 0            | 3            | 3            | 16           | 6      | 0      | 3      | 3      | 7      | 20     | -13 |
| Totale             | 47    | 18      | 15      | 3       | 0       | 72      | 16      | 18           | 8            | 1            | 9            | 45           | 38           | 36     | 23     | 4      | 9      | 117    | 54     | +63 |

### Andamento in campionato
| Giornata  | 1  | 2 | 3 | 4 | 5 | 6 | 7 | 8 | 9 | 10 | 11 | 12 | 13 | 14 | 15 | 16 | 17 | 18 | 19 | 20 | 21 | 22 | 23 | 24 | 25 | 26 | 27 | 28 | 29 | 30 |
| --------- | -- | - | - | - | - | - | - | - | - | -- | -- | -- | -- | -- | -- | -- | -- | -- | -- | -- | -- | -- | -- | -- | -- | -- | -- | -- | -- | -- |
| Luogo     | T  | C | T | C | T | C | T | T | C | T  | C  | T  | C  | C  | T  | C  | T  | C  | C  | T  | C  | C  | T  | T  | C  | T  | C  | T  | C  | T  |
| Risultato | P  | V | P | V | V | V | P | V | V | P  | V  | V  | V  | V  | V  | V  | N  | V  | V  | V  | V  | V  | P  | V  | V  | P  | V  | V  | V  | V  |
| Posizione | 11 | 7 | 9 | 8 | 8 | 6 | 7 | 7 | 6 | 7  | 6  | 6  | 5  | 5  | 2  | 2  | 2  | 3  | 2  | 1  | 1  | 1  | 1  | 1  | 1  | 1  | 1  | 1  | 1  | 1  |

Legenda:

Luogo: C = Casa; T = Trasferta. Risultato: V = Vittoria; N = Pareggio; P = Sconfitta.

### Statistiche dei giocatori
| Giocatore      | Campionato tedesco | Campionato tedesco | Campionato tedesco | Campionato tedesco | Oberliga sudovest | Oberliga sudovest | Oberliga sudovest | Oberliga sudovest | Totale   | Totale | Totale      | Totale     |
| Giocatore      | Presenze           | Reti               | Ammonizioni        | Espulsioni         | Presenze          | Reti              | Ammonizioni       | Espulsioni        | Presenze | Reti   | Ammonizioni | Espulsioni |
| -------------- | ------------------ | ------------------ | ------------------ | ------------------ | ----------------- | ----------------- | ----------------- | ----------------- | -------- | ------ | ----------- | ---------- |
| H. Bauer       | 5                  | 0                  | 0                  | 0                  | 28                | 6                 | 0                 | 0                 | 33       | 6      | 0           | 0          |
| H. Diehl       | 0                  | 0                  | 0                  | 0                  | 4                 | 0                 | 0                 | 0                 | 4        | 0      | 0           | 0          |
| M. Feldmüller  | 1                  | 0                  | 0                  | 0                  | 11                | 5                 | 0                 | 0                 | 12       | 5      | 0           | 0          |
| W. Gawletta    | 6                  | 0                  | 0                  | 0                  | 18                | 4                 | 0                 | 0                 | 24       | 4      | 0           | 0          |
| H. Heß         | 0                  | 0                  | 0                  | 0                  | 2                 | 0                 | 0                 | 0                 | 2        | 0      | 0           | 0          |
| R. Kiefaber    | 6                  | 0                  | 0                  | 0                  | 16                | 0                 | 0                 | 0                 | 22       | 0      | 0           | 0          |
| W. Kostrewa    | 6                  | 0                  | 0                  | 0                  | 19                | 1                 | 0                 | 0                 | 25       | 1      | 0           | 0          |
| W. Mangold     | 6                  | 0                  | 0                  | 0                  | 17                | 3                 | 0                 | 0                 | 23       | 3      | 0           | 0          |
| E. Meier       | 1                  | 1                  | 0                  | 0                  | 27                | 21                | 0                 | 0                 | 28       | 22     | 0           | 0          |
| G. Miksa       | 0                  | 0                  | 0                  | 0                  | 10                | 0                 | 0                 | 0                 | 10       | 0      | 0           | 0          |
| J. Neumann     | 6                  | 2                  | 0                  | 0                  | 29                | 12                | 0                 | 0                 | 35       | 14     | 0           | 0          |
| D. Pulter      | 4                  | 1                  | 0                  | 0                  | 21                | 12                | 0                 | 0                 | 25       | 13     | 0           | 0          |
| W. Reitgassl   | 6                  | 2                  | 0                  | 0                  | 28                | 16                | 0                 | 0                 | 34       | 18     | 0           | 0          |
| W. Richter     | 5                  | 0                  | 0                  | 0                  | 30                | 27                | 0                 | 0                 | 35       | 27     | 0           | 0          |
| S. Schindler   | 0                  | 0                  | 0                  | 0                  | 2                 | 0                 | 0                 | 0                 | 2        | 0      | 0           | 0          |
| W. Schnarr     | 6                  | 0                  | 0                  | 0                  | 28                | 0                 | 0                 | 0                 | 34       | 0      | 0           | 0          |
| G. Schneider   | 6                  | 0                  | 0                  | 0                  | 21                | 0                 | 0                 | 0                 | 27       | 0      | 0           | 0          |
| D. Schönborn   | 0                  | 0                  | 0                  | 0                  | 1                 | 0                 | 0                 | 0                 | 1        | 0      | 0           | 0          |
| G. Settelmeyer | 2                  | 1                  | 0                  | 0                  | 18                | 3                 | 0                 | 0                 | 20       | 4      | 0           | 0          |